# Нью-Форест
Нью-Фо́рест (англ. New Forest) — національний парк у Великій Британії.

## Географія та історія
Національний парк Нью-Форест знаходиться на півдні Англії. Більша його частина розташована у графстві Гемпшир, невелика — у Вілтширі. Первинно всю територію нинішнього Нью-Форесту вкривали ліси, однак їх значною мірою до епохи бронзової доби було вирублено. Однак землі тут виявились не надто родючими, і район Нью-Форесту поступово перетворився на район лісів, луків і пустирів.
У 1079 році англійський король Вільгельм I Завойовник оголосив цю місцевість заповідним королівським лісом для полювання на оленя. Вперше Нью-Форест згадується (як Nova Foresta) у книзі Страшного суду близько 1086 року. За легендою, у цій місцевості під час полювання було вбито англійського короля Вільгельма II Руфуса (2 серпня 1100 року)
Упродовж століть ці королівські ліси слугували постачальниками для королівського військово-морського флоту. У роки Першої та Другої світових війн, коли потреба у деревині була особливо високою, після вирубки листяних дерев у Нью-Форесті висаджувались хвойні. Нині відбувається зворотний процес.
Близько 90 % території, що складає національний парк, належить британській короні. У той самий час, близько 50 % всіх земельних володінь королівської родини у Великій Британії зосереджено саме у Нью-Форесті. На території парку знаходиться село Бьюлі з однойменною дворянською садибою та музеєм гоночних автомобілів.
У 1999 році було ухвалено рішення про створення на території Нью-Форест національного парку. В червні 2004 року було визначено його межі. З 1 квітня 2005 року парк офіційно було відкрито. Його територія охоплює площу близько 571 км². Тут проживає понад 38 тисяч осіб.

## Флора та фауна
На території парку живуть різноманітні види оленів: лань, благородний олень, плямистий олень, китайський мунтжак. Парк — батьківщина особливого виду поні — Нью-Форест-поні. З інших видів тварин слід відзначити велику кількість рептилій. В парку живуть мідянка звичайна, вуж, гадюка, ящірки й інші.
З рідкісних рослин, що ростуть у парку, слід відзначити росянку, горічавку легеневу, деякі види плаунових, улекс.

## Пам'ятки
- Б'юлі
- Лаймінгтон

## Галерея

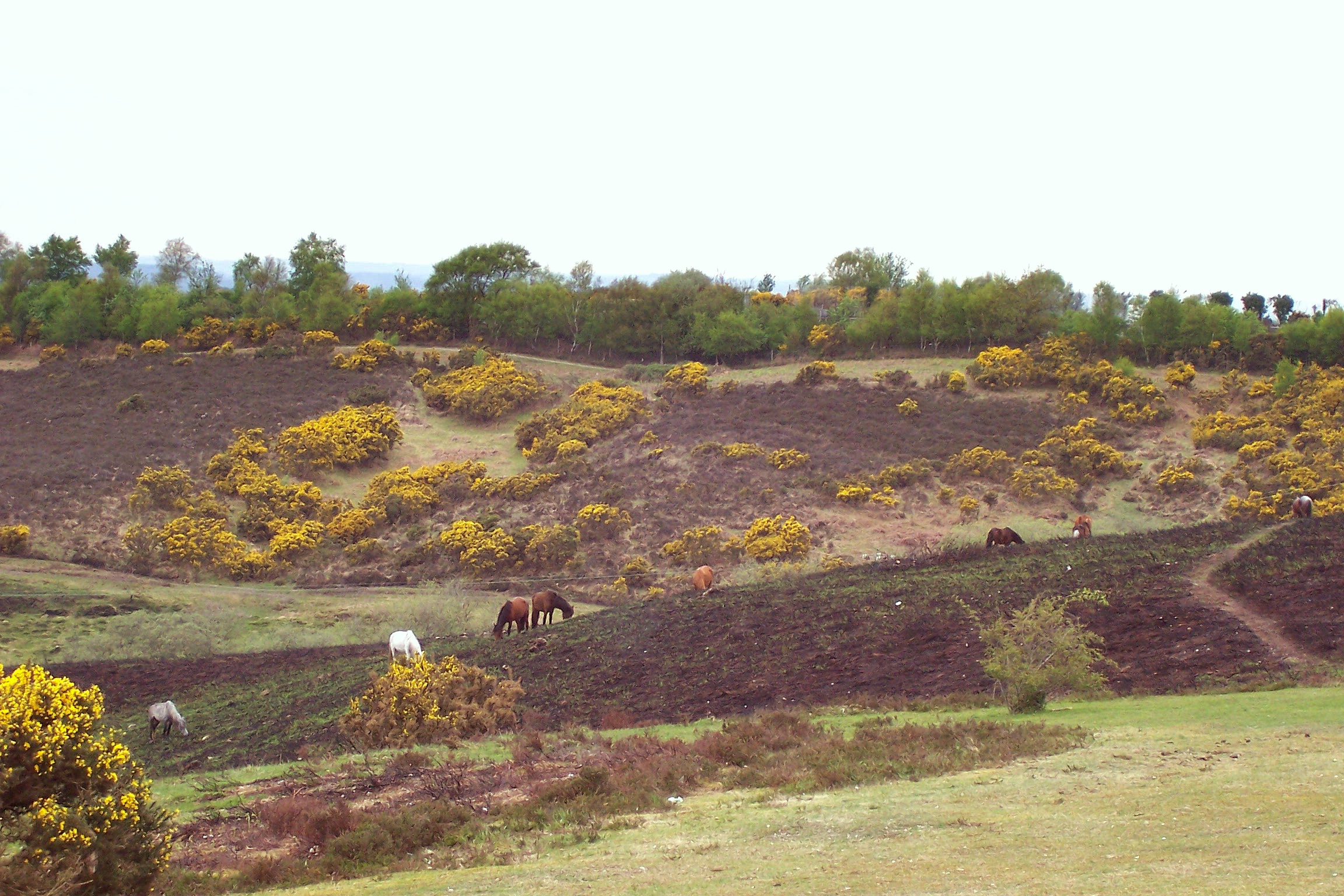
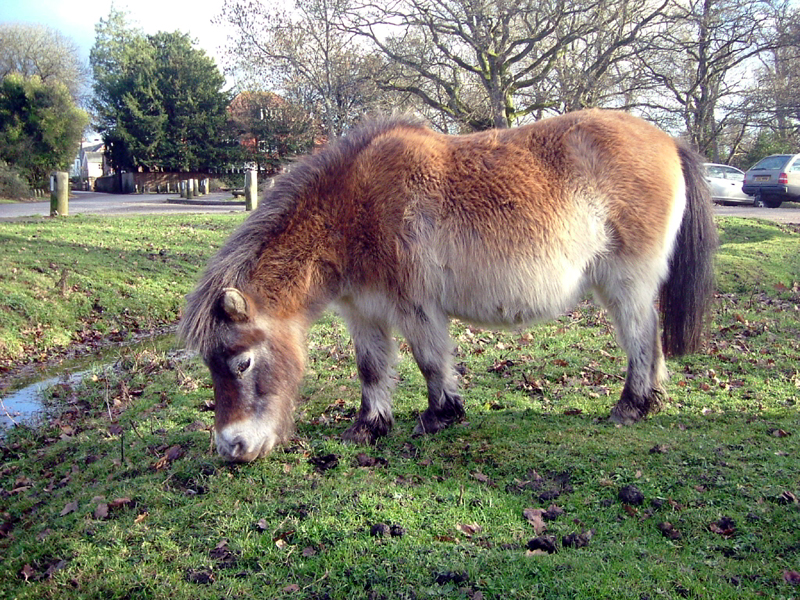
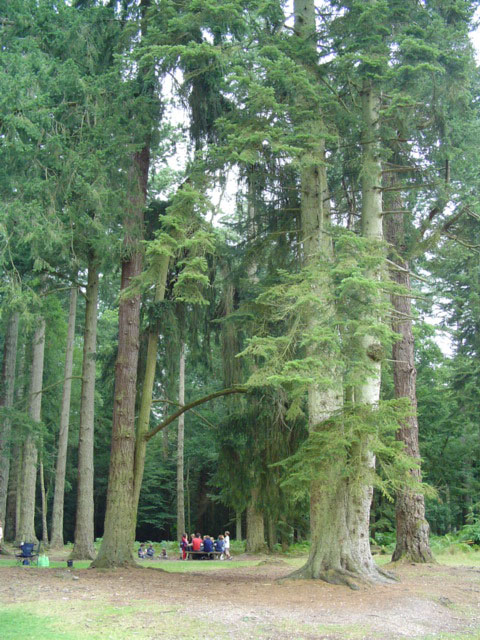
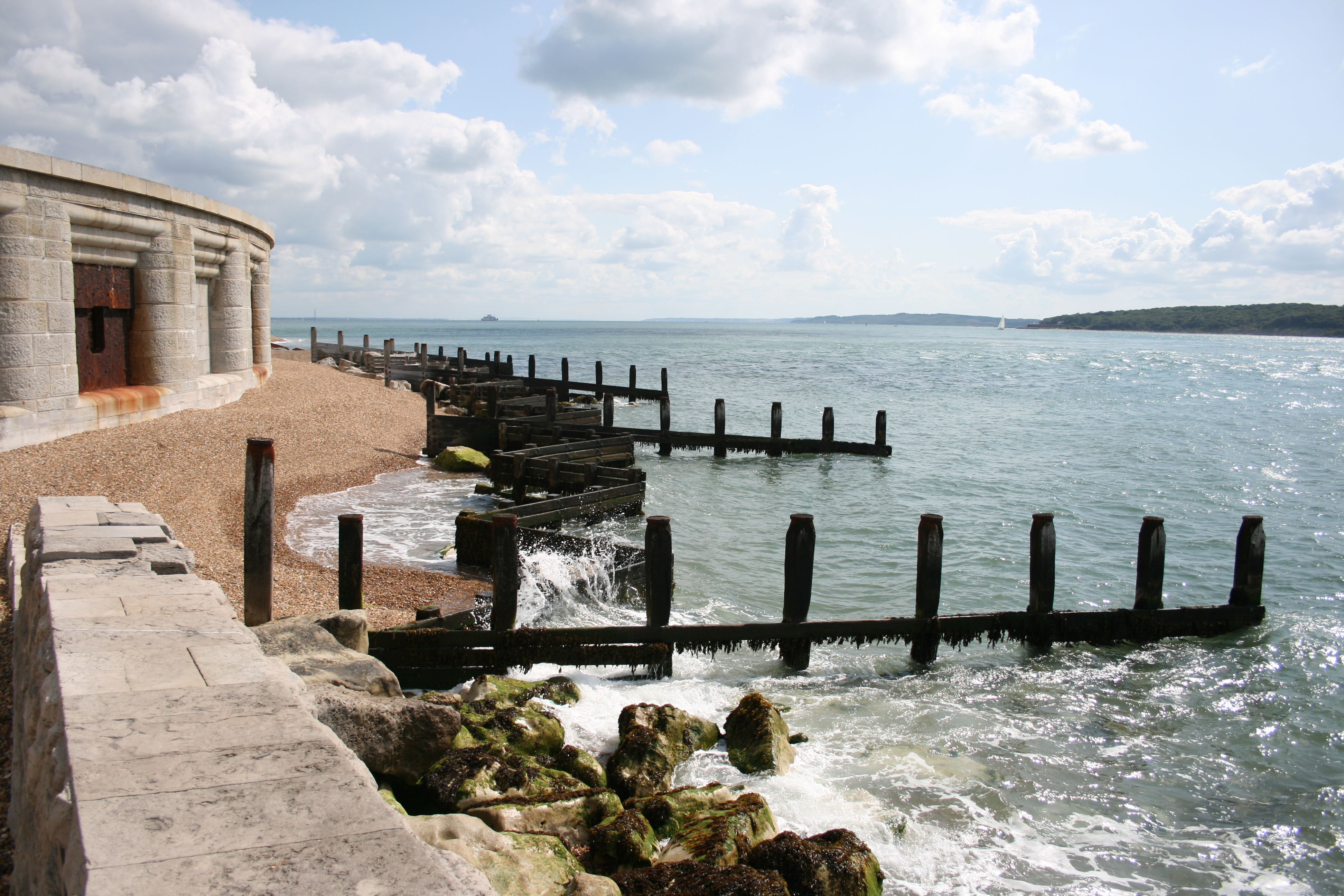
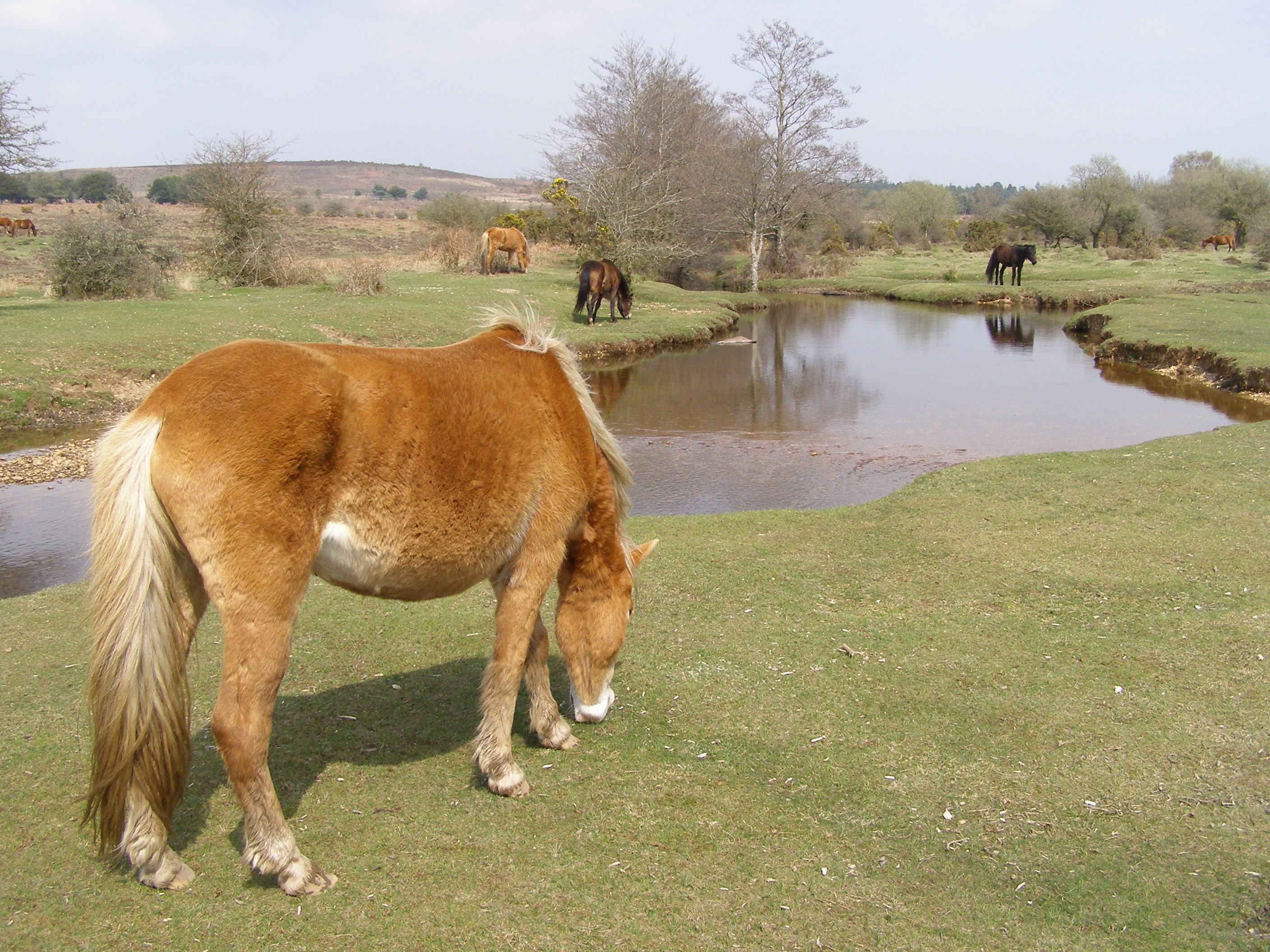
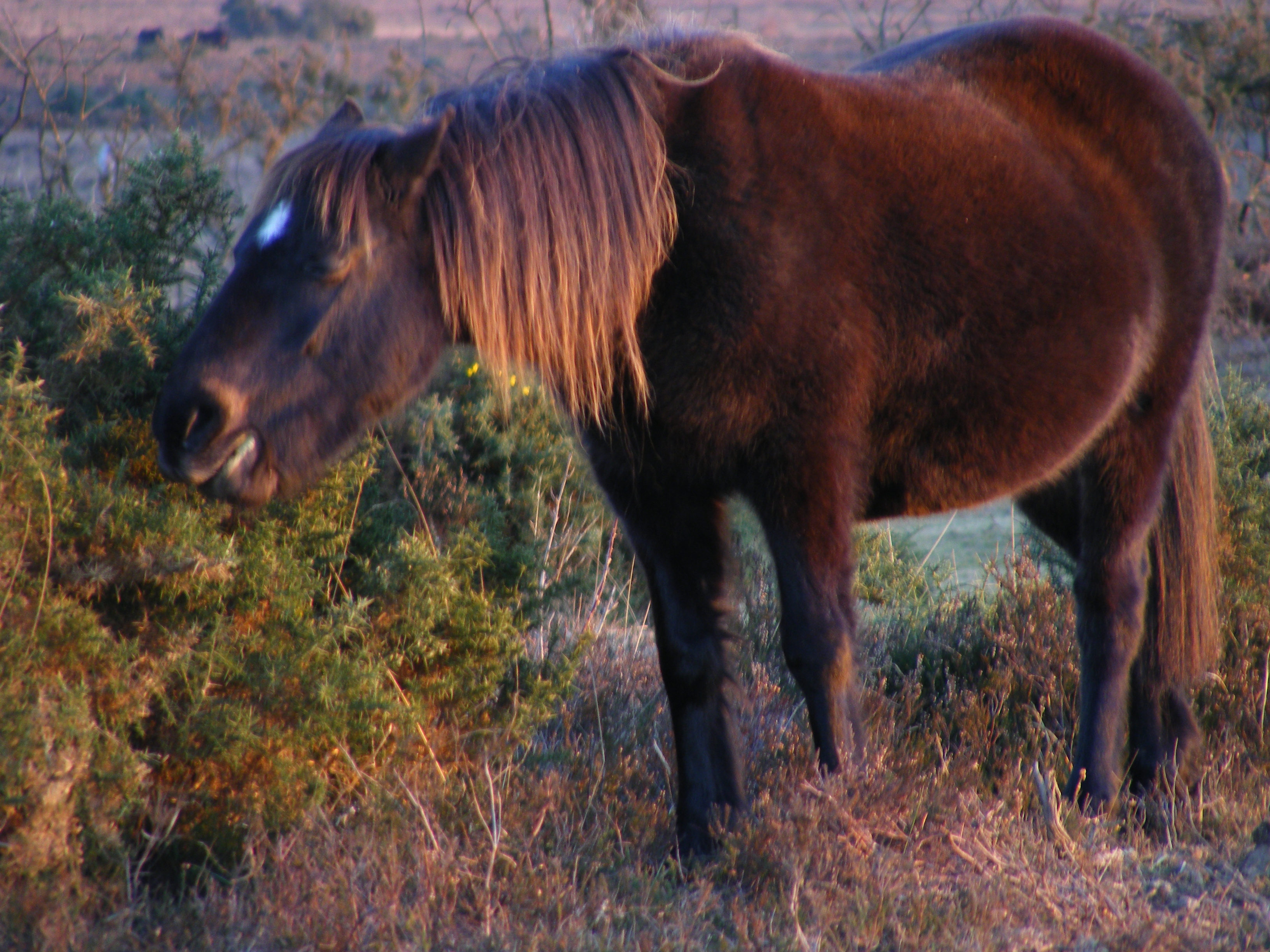
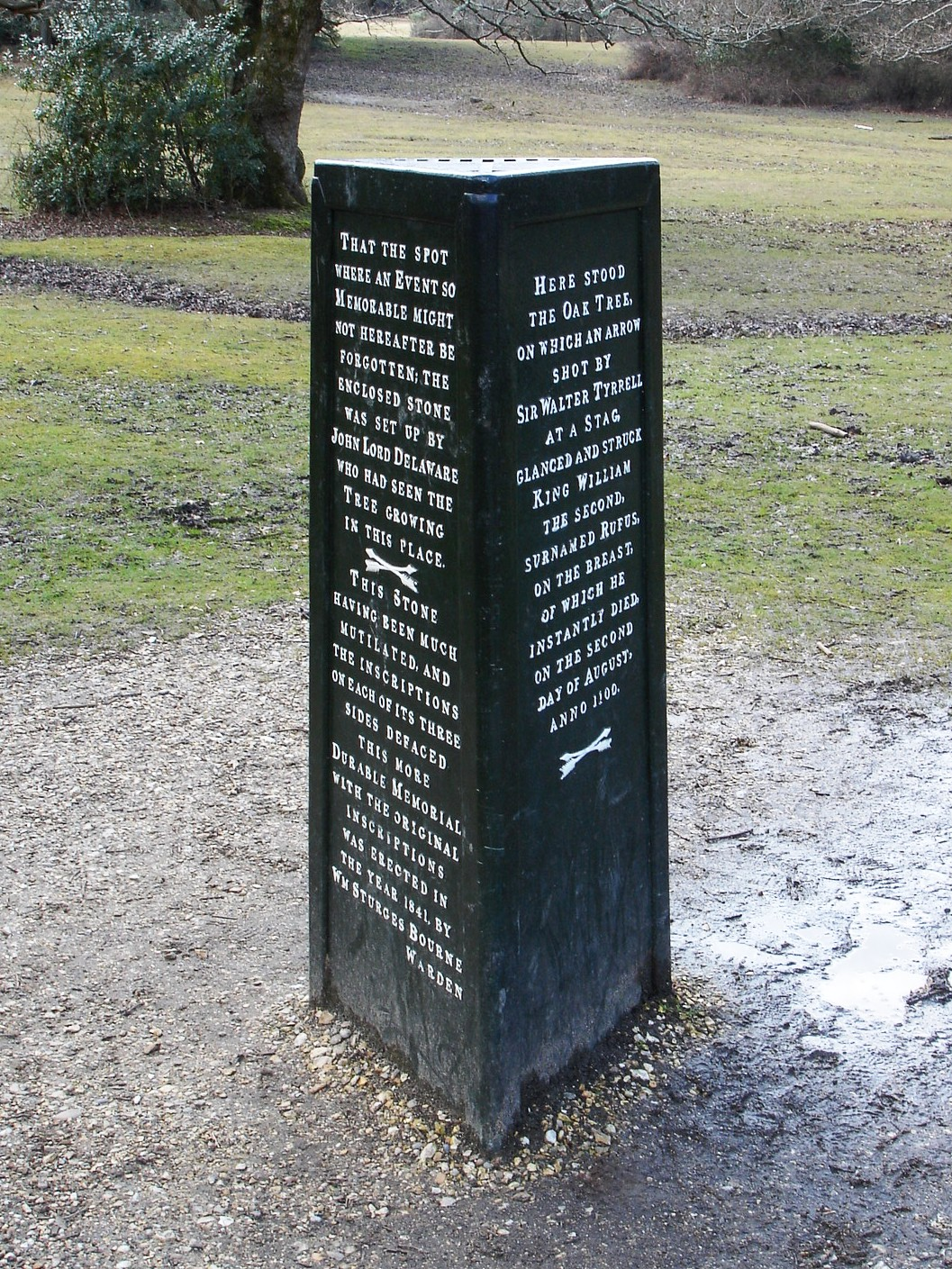
Стела на ймовірному місці загибелі Вільгельма II
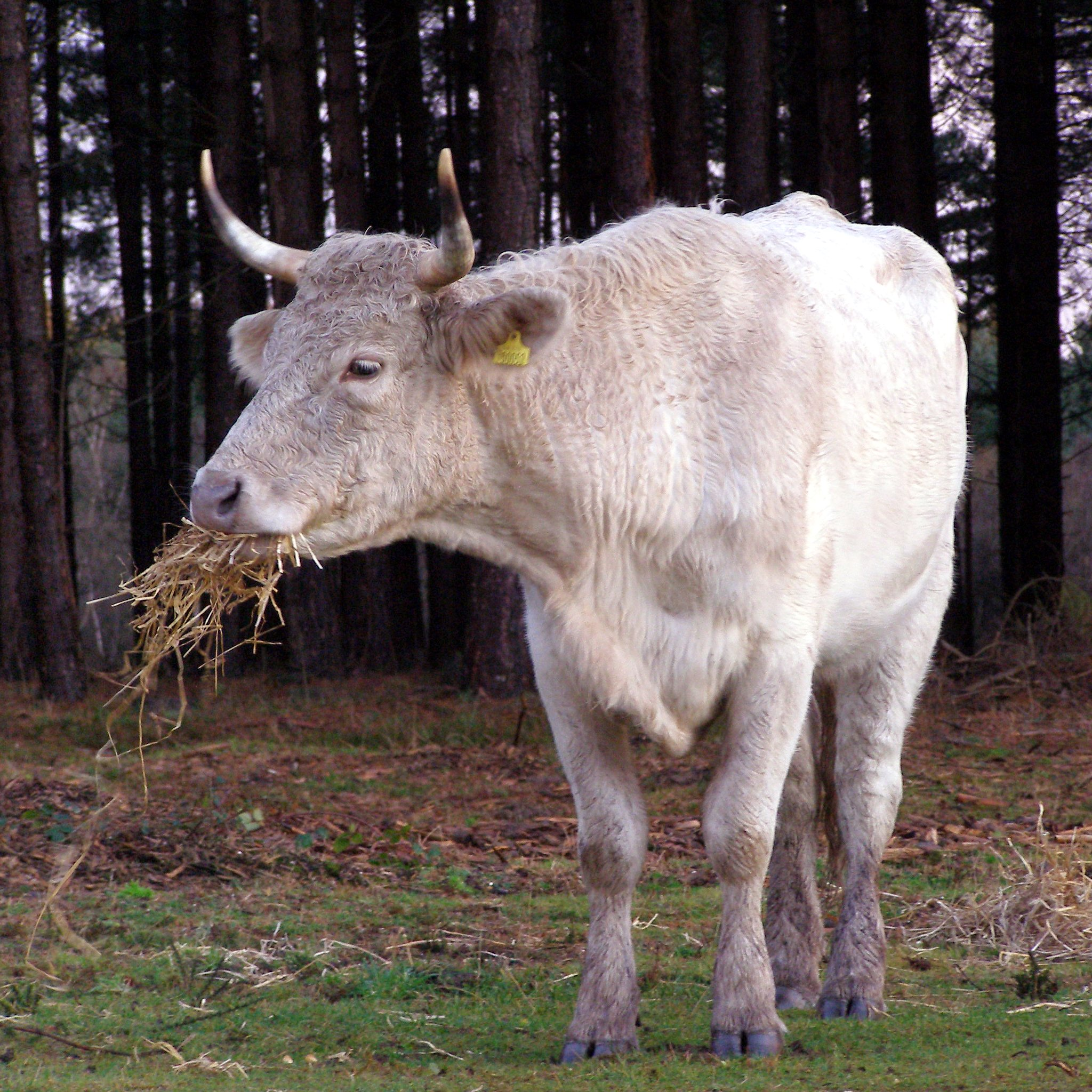